# 君主-奴隷道徳
君主‐奴隷道徳（くんしゅ-どれいどうとく、独:Herren- und Sklavenmoral）は、ドイツの哲学者ニーチェが提示した哲学概念。『善悪の彼岸』に初めて提出され、後に『道徳の系譜』に最大限に発展された。

対を成す前者は日本語訳で「主人道徳」「支配者道徳」とも訳され、後者はその同調性を批判するときに「畜群道徳」とも呼ばれる。

## 概説
最も基本的な道徳形態は「君主道徳(貴族道徳）」と「奴隷道徳」の二種類がある。君主道徳では行為が「良」と「悪」に分けられるのに対し、「奴隷道徳」では行為が「善」と「悪」に分けられる。君主道徳の主な特徴は、自己肯定、傲慢、主動であるのに対し、奴隷道徳は自己否定、謙遜、慈悲である。ある人の道徳がどの道徳になのかは、その人の身分と地位で決まるのではなく、その人が行動する時の気持ちで決まる。したがって、ある独裁者の道徳が奴隷道徳である可能性もある。なぜなら、その独裁者は、恨みと報復によって行動しているかもしれないからである。ただし、ニーチェは、君主道徳を勧めると同時に、奴隷道徳の中の精神力を学ぶ価値もあると主張した。

　ニーチェの「道徳」は、普段われわれの言う道徳と違い、全く新しい世界観であり、独特の文化である。そして、すべての規則と慣例は、この二種類の道徳の闘争で作られたのである。

## 君主道徳
ニーチェは、君主道徳を意志強固な道徳と定義している。つまり、君主道徳では、良いものは有用なもの、悪いものは有害なものと捉える。このような道徳は感情である。先史時代に、”ある行動の価値があるかどうかは、その行動の結果から判断する” しかし、結局”道徳現象なんかはなく、現象の道徳解釈だけはある。” 意志強固の人にとって、"良"は高潔、強い、有力、"悪"は弱い、 臆病、無自信、狭量を意味する。君主道徳の真髄は、”高潔さ”である。道徳は、意志強固の価値を守るために作られたものであり、奴隷と君主にとって、”恐怖心は道徳の生まれの母である。” 君主道徳の他の性質は、無偏見、勇気、忠実、信頼、周到な自信である。”君主道徳は ’高潔な人’の中で自然に良という考えが生まれ、そして良くないが悪として発展される。”高潔な人は”良し自身”を決まった価値として経験する。証明する必要がなく、’自分に有害なもの自身は有害である’と判断する。また、君主道徳は他のものに名誉を授けることができるとわかっている。君主道徳は’価値創造的’である。” この意味では、君主道徳はすべてのものの物差しである。意志強固の人は自分に有用なものは、自分の中で価値あるかを判断する。そして、意志強固の人はこういうものを’良’と判断する。 君主は、道徳の創造者である。一方、奴隷は、奴隷道徳を用いて君主道徳に反応する。

## 奴隷道徳
君主道徳の感情的と違って、奴隷道徳は非感情 (反感、ルサンチマン)である――君主道徳が評価したものを再評価する。ある行動の結果からその行動の価値を判断するのからはぐれて、ある行動の”意図”からその行動の価値を判断する。 君主道徳は強さから生まれたのに対し、奴隷道徳は弱さから生まれる。奴隷道徳は圧制への反抗なので、圧制者が悪党だと考える。奴隷道徳は君主道徳と正反対である。厭世主義と懐疑論という性質がある。奴隷道徳は君主道徳の’良’と判断するのに反対して作られる。奴隷道徳は力で人の意志を増強するのを目的とせず、細心の転覆を目的とする。奴隷道徳は君主を超える道を探るのではなく、君主も奴隷する道を探る。奴隷道徳の真髄は”実用”である。：良いものは大衆に有用なものであり、強いものではない。ニーチェはこの点を自己矛盾と見ていた。”’普通の良’はどうやって存在できるか！この表現は自己矛盾である：普通とはかつて存在してよほど価値のないものだ。”最後にはいつものようにこうならないといけない：偉大に偉大なもの、複雑に計りきれないもの、 上品に繊細、まとめると、稀には稀なもの。” 強力なものは数多い弱いものに比べて数少ないから、奴隷制度を起こすのは(すなわち、will to power) ”悪”だということを強いものに信じさせることにより、弱いものは権力を獲得する。弱いものは弱さで自分の性質を選べないのである。 奴隷道徳は卑下が自発的だと主張することにより、自分の卑下が君主に圧制された時に生まれたと認めるのを避ける。聖書の侮辱を甘んじて受ける、謙遜、慈善、憐れみという理論は奴隷の苦境をすべての人類に広げる結果である。だから、君主をも奴隷にする。” ”民主的”運動はキリスト教から生まれた。”―自由と平等を取り入れた奴隷道徳の政治表明。
"...the Jews achieved that miracle of inversion of values thanks to which life on earth has for a couple millennia acquired a new and dangerous fascination--their prophets fused 'rich', 'godless', 'evil', 'violent', 'sensual' into one and were the first to coin the word 'world' as a term of infamy. It is this inversion of values (with which is involved the employment of the word for 'poor' as a synonym for 'holy' and 'friend') that the significance of the Jewish people resides: with them there begins the slave revolt in morals."

## 社会
君主道徳と奴隷道徳の闘争は、歴史上に繰り返されてきた。ニーチェによると、古代ギリシャとローマ社会は、君主道徳を土台にしていた。ホメロス的な英雄は意志強固の人であり、『イリアス』と『オデュッセイア』はニーチェの君主道徳を実証した。ニーチェは、英雄たちを”高潔社会の人間”と呼んで、君主道徳の実例を挙げた。しかし、その後、キリスト教がローマ帝国に広がったことで、君主道徳はキリスト教の奴隷道徳に打ち破られた。
　ニーチェによると、文化間の闘争の真髄はずっとローマ（君主、強さ）とユダヤ（奴隷、弱さ）の闘争である。ニーチェは、ヨーロッパでの奴隷道徳の勝利を批判して、 民主運動は””堕落人間の集団””と言った。 ニーチェは、彼の時代の初期民主運動はユダヤ的で、奴隷的で、弱かったとしている。すなわち、弱さが強さを打ち破り、奴隷が君主を打ち破り、非感情が感情を打ち破ったと表現している。ニーチェは、この非感情を”祭司の復讐”と呼んで、弱さが強さを奴隷化する道を探るということへの嫉妬であるとした。こういう運動は、ニーチェによれば、弱さへの”最も賢い復讐”から生まれたものである。ニーチェは、民主とキリスト教が、すべてのものを平等――すべてが奴隷にする、同じ柔弱力であると見なした。

## 参照
- The Marriage of Heaven and Hell
- 正統とは何か